# Ovide Decroly
Jean-Ovide Decroly (Ronse, 23 juli 1871 - Ukkel, 10 september 1932) was een Belgisch arts, pedagoog en psycholoog, een van de grondleggers van de wetenschappelijke psychologie in België.

## Biografie
Hij studeerde geneeskunde aan de Universiteit van Gent, met in 1898 een uitwisseling van een half jaar aan de Vrije Universiteit van Berlijn. In 1901 stichtte hij zijn school voor 'afwijkende kinderen'. Hij probeerde de mentale retardatie objectief vast te stellen, en ontwierp daarvoor een reeks tests. Zijn opvatting was dat men veel kon afleiden over de capaciteit van de proefpersoon, niet alleen uit het resultaat (het cijfer) van de test, maar ook uit de observatie van diens werkwijze. De 'doos van Decroly' was zo'n test voor het onderzoeken van het mechanisch-technisch inzicht. Een houten doos, voorzien van hendels, assen en sloten waarbij de proefpersoon zelf moet zoeken hoe ze kan worden opengemaakt. In 1907 stichtte hij de École pour la vie, par la vie. Meer en meer legde hij zich toe op het organiseren van aangepast onderwijs voor (mentaal) gehandicapte kinderen.

## Decroly's Plan
Het Decroly Plan legde de grondregels voor de sociale adaptatie van een biologisch organisme, in dit geval kinderen. Het hield in dat het onderwijzen nodig is om aan de 'bio-sociale noden' van het kind tegemoet te komen.
De vragen over onderwijs kwamen voort uit zijn werk over onregelmatige kinderen. Het denken van Decroly moet worden geplaatst in de Belgische context van het begin van de 20e eeuw: de leerplicht werd pas in 1914 officieel afgekondigd, in een land dat grote sociale veranderingen onderging (belangrijke mijnbekken in Wallonië). Al in 1904 hekelde hij de ontoereikendheid van het schoolsysteem en schetste hij een algemene onderwijsleer.
De constante zorg van Decroly was de ontwikkeling van een school voorbehouden voor een elitegroep naar een school aangepast aan alle kinderen, inclusief onregelmatige kinderen. Hij is er sterk van overtuigd dat zijn prioriteiten voor sociale vooruitgang, zijn benadering van de rede gebaseerd op wetenschap, alle kinderen moeten aanspreken.Vanuit dit perspectief is onderwijs een bevoorrecht middel om verandering teweeg te brengen in de samenleving als geheel en daarvoor moet de hele school worden herzien. De renovatie van deze laatste blijft gedurende zijn hele leven zijn politieke project als een hefboom van verandering voor het volk, maar ook als een plaats om kinderen voor te bereiden op hun integratie in de maatschappij, "om zich te bewijzen, om te laten zien dat ze weten hoe ze hun handen vuil moeten maken, om klaar te zijn om zich aan te passen aan situaties die zich voordoen, om initiatief, besluitvorming en doorzettingsvermogen te hebben. De wetenschappelijke en intellectuele grondslagen van Decroly's pedagogische benadering betekenen dat theorie en praktijk nauw met elkaar verweven zijn: de theorie heeft alleen zin als de praktijk haar bevestigt. De opmerkelijke thema's die hij uit zijn ervaring haalde zijn:
- Experimenteren en, meer in het algemeen, de wetenschappelijke aanpak sluiten aan bij zijn eigen opleiding als arts. Hij is voorstander van een biologische benadering: "Als we niet voor een zuiver sociale basis hebben gekozen, dan is dat omdat het kind moet worden genomen zoals het is, en vervolgens zo goed mogelijk op het leven moet worden voorbereid. Wij nemen een biologische, of beter gezegd biopsychische, basis aan, d.w.z. biologisch, verbonden met datgene wat eigen is aan de menselijke soort en dat wij de psyche noemen.In de Belgische context, die sterk werd gedomineerd door de katholieke leer, was de wetenschap het alternatief, dat sterk werd uitgedragen (met name in de lijn van het Darwinistische evolutionisme), om zich te verzetten tegen de dogma's en, meer in het algemeen, tegen de zekerheden van die tijd. In die lijn bracht hij een reeks tests voor kinderen in praktijk: die van Binet-Simon, maar ook nieuwe tests die hij mettertijd zou ontwikkelen. Zo trachtte hij een wetenschappelijke pedagogie te ontwikkelen die de diagnose en individuele begeleiding van kinderen mogelijk zou maken, hetgeen vanaf 1908 in praktijk werd gebracht.
- Het belang van de omgeving (vooral de natuurlijke omgeving) is essentieel voor de ontwikkeling van het kind. Decroly verdedigt derhalve het beginsel dat niet alleen rekening moet worden gehouden met de ontwikkeling van het kind (in de hierboven beschreven wetenschappelijke benadering), maar dat ook rekening moet worden gehouden met de externe factoren van de omgeving (sociaal en natuurlijk) door deze volledig te integreren in het onderwijs en de opvoeding. Daarom moet de school het kind activiteiten aanbieden die het in interactie brengen met zijn omgeving, zodat het zich als individu en als sociaal wezen kan ontwikkelen. De school is niet in de eerste plaats een plaats waar kennis wordt overgedragen aan de leerlingen voor toekomstige studie, maar ook een tijd waarin het kind zijn persoonlijkheid ontwikkelt en zich aanpast aan de maatschappij in een geest van vrij onderzoek. De natuurlijke omgeving en de lichamelijke gezondheid bepalen de intellectuele ontwikkeling: "men kan zich geen levend wezen voorstellen waarvan het biologische wezen niet van invloed is op het geestelijke wezen".
- Deze gelijktijdige aandacht voor het kind en de omgeving waarin het leeft, impliceert dus een voortdurende observatie die op twee niveaus moet worden opgevat: de leerkracht observeert het kind om het te helpen zich zo goed mogelijk te ontwikkelen, en de school biedt het kind kansen om de wereld om hem heen te observeren teneinde kennis op te bouwen en vaardigheden te ontwikkelen met betrekking tot de wereld. In 1908 schreef hij een artikel in het tijdschrift L'École nationale, waarin hij de huidige programma's bekritiseerde en Le Programme d'une école dans la vie voorstelde. Observatie bleef een prioriteit in alle onderwijsbenaderingen van Decrolyan. Na observatie maakt associatie (met andere eerder of elders bekende elementen, in temporele en ruimtelijke dimensies) toegang mogelijk tot een bepaalde abstractie, afhankelijk van de leeftijd van het kind. De uitdrukking, die samengaat met de twee benaderingen van observatie en associatie, maakt het mogelijk de verschillende bijdragen van de leerlingen te vergelijken en de conclusies te valideren, waarbij de rol van de leraar fundamenteel blijft in deze drievoudige benadering: "Observeren, associëren, uitdrukken". Meer incidenteel (één keer per jaar) neemt "theater" (in werkelijkheid een theatrale expressieactiviteit) een bijzondere plaats in bij de expressieactiviteiten, vanwege de creatieve dimensie ervan en de gelegenheid die het biedt om niet strikt schoolgebonden onderwerpen naar buiten te brengen.
- Decroly stelt dat onderwijs gebaseerd moet zijn op de interesses van het kind, die een krachtige motor voor leren zijn. Deze pedagogie van de belangstelling is gebaseerd op het begrip behoefte, dat fundamenteel is in het denken van Decroly. Vanaf het einde van de 19e eeuw was hij geïnteresseerd in de door Dewey gestichte school, een nevenafdeling van de Universiteit van Chicago. Net als Dewey ging Decroly uit van de vooronderstelling dat alle wezens fundamentele behoeften hebben die op school bestudeerd moeten worden.
- De organisatie van het onderwijs is dus gebaseerd op vier " kernen van belang ": voeding, bestrijding van het klimaat, verdediging tegen gevaren, arbeid en sociale ontspanningsmogelijkheden. Aan elk aandachtsgebied wordt een heel schooljaar lang door de hele school gewerkt.
- Nog steeds in overeenstemming met Dewey, maar vooral in verband met de actie die hij dagelijks op het Instituut met onregelmatige kinderen uitvoerde, is het begrip activiteit fundamenteel in Deweys pedagogie. De voorgestelde activiteiten moeten, zo mogelijk tegelijkertijd, alle functies (sensorisch-motorisch, intellectueel en emotioneel) van het kind aanspreken. Educatieve spelletjes zijn in dit verband een van de vele hulpmiddelen (in tegenstelling tot wat bijvoorbeeld Maria Montessori aanbeveelt), en moeten aansluiten bij de belevingswereld van de kinderen.
- Voor Decroly moet de manuele activiteit van kinderen in alle fasen van het onderwijs bijzondere aandacht krijgen: door het maken van observatietekeningen, door het construeren van modellen die concreet uitdrukking geven aan meer abstracte leerstof (weergave van de omgeving, van de klas, ...), door het maken van een krant in de drukkerij, ... Deze manuele activiteiten worden meestal gekoppeld aan andere schoolactiviteiten (rekenen, onderzoek, ...).
- Alle in de voorgaande punten beschreven dimensies leiden tot het fundamentele begrip van Decroly's werk: globalisme. Zijn boek "La fonction de globalisation" (De functie van het globalisme) is een verzameling van vele artikelen die hij sinds 1906 heeft geschreven. Daarin stelt hij een visie op globalisme voor als een psychische functie van het begrip van de wereld en van de werkelijkheid als geheel, een begrip dat geleidelijk wordt verfijnd tot fijnere structuren. Uit deze opvatting over de ontwikkeling van kinderen vloeit de methode voor het leren lezen voort, die vaak "globaal" wordt genoemd (niet te verwarren met het "ideo-visuele" lezen van Jean Foucambert), en die ook verband houdt met het belang van belangstelling als motor voor het leren. Eenvoudige zinnen, die het resultaat zijn van de observatie-associatieactiviteiten van de kinderen en de weerklank in de groep (sociale en affectieve dimensie), vormen een geheel dat de basis vormt voor het leren lezen via een proces van vergelijkingen, van uitsplitsingen (met betrekking tot de functies van woordgroepen, dan in woorden, dan in fonemen, dan in letters) om te zorgen voor een volledig leren lezen, dat in de eerste plaats gebaseerd is op betekenis.
- De school, en in het bijzonder elke klas, wordt gezien als een microkosmos waar het leven in de maatschappij wordt geoefend (ter voorbereiding op het democratische leven), waar - zoals in het normale leven - dingen worden gedaan en ongedaan gemaakt; conflicten worden behandeld in een luisterbereidheid, ieders stem wordt gehoord, fouten worden aanvaard zonder verstoting.
- In de Decrolyschool worden democratische organen opgericht, zoals de États Généraux, waarin de afgevaardigden van de klassen bijeenkomen om kwesties met betrekking tot het leven in de school te behandelen. Er worden verantwoordelijkheden uitgeoefend, zowel in de klas als in de school als geheel.

In enkele kernzinnen is Decroly's pedagogie gebaseerd op vier basisprincipes:
1. Globalisering, d.w.z. de bevestiging dat het kind wereldwijd leert. Het is een complete benadering die aan het kind moet worden toegestaan, zodat het vervolgens kan overgaan tot particularisme en analyse.
2. De belangen van het kind als leidraad voor het onderwijs.
3. Het belang van de natuurlijke omgeving die het kind in een situatie van ontdekking brengt.
4. Het belang van de natuurlijke omgeving die het kind in een situatie van ontdekking brengt. De werkplaatschool of laboratoriumklas waarin het kind leeft en handelt. Maar deze "klasse" gaat verder dan de school: ze is, strikt genomen, overal, want Decroly pleit voor het opsplitsen van leerplekken: de keuken, de werkplaats, de winkels, de straat... Zo wordt een basisconcept van de school gerealiseerd: "van het concrete naar het abstracte".

In deze pedagogie is de plaats van de leraar uiteraard doorslaggevend. Hoewel hij geen boek publiceerde dat rechtstreeks aan deze kwestie was gewijd, maakte Decroly het tot een leidraad van zijn denken; hij hield talrijke voordrachten voor leraren, voornamelijk in de stad Brussel. Doorheen Decroly's werk is het duidelijk dat het kind niet de enige uitvoerder is van zijn of haar ontwikkeling.
De functies van de leerkracht zijn dus veelvoudig: borg staan voor het leren door de activiteit van de leerlingen aan te moedigen en tegelijk te begeleiden, in staat zijn tot vakoverschrijdende benaderingen (zowel in de klas als door uitstapjes te organiseren), de leerlingen aandachtig en voortdurend observeren, een welwillende en vertrouwensvolle houding aannemen (in woorden, maar ook in daden).
Deze pedagogie geeft een onvoorwaardelijk positieve kijk op het kind. Het nodigt kinderen uit tot observatie in het concrete leven, voor elementen van kennis (bijvoorbeeld rekenen) maar ook voor elementen van de samenleving en stimuleert het ontstaan van sociaal gemengde projecten zoals de CEMEA -workshops (Centres d'Entraînement aux Méthodes Actives) waarin kinderen van de Decroly-school samen met sociaal-economisch achtergestelde kinderen deelnemen aan creatieve workshops.
Volgens Sylvain Wagnon moet het pedagogisch handelen van Ovide Decroly gezien worden als onderdeel van een sociaal en politiek project. Zijn observatie van de industriële veranderingen in de samenleving en de verbanden tussen de economie en sociale ongelijkheden brachten hem ertoe campagne te voeren tegen uitsluiting. Hij trachtte zijn overtuigingen op alle gebieden van het onderwijs in te zetten, met name in alle lagere scholen, aan de vooravond of bij het begin van de leerplicht.

## Trivia
- Hij publiceerde zijn bevindingen voornamelijk in het Frans.
- In Ronse is er een straat naar hem genoemd, de Ovide Decrolylaan. In de Antwerpse wijk Luchtbal is er de Dr. Decrolystraat. Ook in de Luikse deelgemeente Angleur draagt een straat zijn naam, de Rue Ovide Decroly.
- De Zwitserse pedagoge, lerares en pionier in het buitengewoon onderwijs Alice Descœudres (1875-1963) liep een tijdje stage bij Decroly in Brussel.[1]

- Biblioteca Nacional de España: XX1092639
- Bibliothèque nationale de France: cb11899056b (data)
- Catàleg d'autoritats de noms i títols de Catalunya: 981058511792106706
- CiNii: DA00468126
- Gemeinsame Normdatei: 120266628
- International Standard Name Identifier: 0000 0001 0900 1841
- Library of Congress Control Number: n82106710
- Bibliotheek van het Japanse parlement: 00437543
- Nationale Bibliotheek van Tsjechië: jo2002113555
- Nationale Bibliotheek van Israël: 987007271181105171
- Nederlandse Thesaurus van Auteursnamen: 070426414
- Istituto Centrale per il Catalogo Unico: RAVV043463
- Système universitaire de documentation: 026816911
- Virtual International Authority File: 51688204
- WorldCat: E39PBJk8XW9qJg76D8PCFTTmBP